# Đường hầm eo biển Manche
Đường hầm eo biển Manche hay Đường hầm eo biển Anh (tiếng Pháp: le tunnel sous la Manche, tiếng Anh: Channel Tunnel), là một đường hầm đường sắt dài 50,45 km bên dưới biển Manche tại Eo biển Dover, nối Folkestone, Kent ở Anh (51°5′49,5″B 1°9′21″Đ / 51,08333°B 1,15583°Đ) với Coquelles gần Calais ở phía bắc Pháp (50°55′22″B 1°46′50,16″Đ / 50,92278°B 1,76667°Đ).
Đây là một đại dự án với nhiều khởi đầu sai lầm nhưng cuối cùng đã thành công vào năm 1994. Đường hầm đường sắt này dài thứ hai thế giới; tuyến đường hầm Seikan ở Nhật Bản dài hơn nhưng đoạn dưới biển chỉ là 37,9 km, là đường hầm dưới biển dài nhất thế giới. Đường hầm qua eo biển Manche do hãng Eurotunnel vận hành. Trong đường hầm có những chuyến tàu chở khách tốc độ nhanh Eurostar, vận tải phương tiện Eurotunnel roll-on/roll-off - lớn nhất thế giới - và các chuyến tàu chở hàng quốc tế. Năm 1996 Hội Kỹ sư Dân dụng Mỹ đã coi đường hầm này là một trong Bảy kỳ quan thế giới mới.
Các ý tưởng về một đường hầm cố định nối giữa hai bờ biển đã xuất hiện ngay từ năm 1802, nhưng sức ép của giới chính trị gia và báo chí Anh Quốc về vấn đề an ninh quốc gia đã làm đình trệ những nỗ lực xây dựng. Tuy nhiên, dự án thành công cuối cùng, được tổ chức bởi Eurotunnel, bắt đầu công việc xây dựng năm 1988 và khai trương năm 1994. Chi phí dự án đã vượt mức dự toán 80%. Từ khi được xây dựng, đường hầm đã phải đối mặt với nhiều vấn đề nghiêm trọng. Những trận hoả hoạn đã làm ngưng trệ hoạt động của đường hầm. Những người nhập cư trái phép và tìm kiếm quy chế tị nạn đã sử dụng đường hầm này để vào Anh (thỉnh thoảng, thậm chí còn có thể đi bộ được vào trong hầm), gây ra một sự bất đồng ngoại giao nhỏ về vị trí của trại tị nạn Sangatte, cuối cùng nó bị đóng cửa năm 2002.

### Các đề xuất và nỗ lực

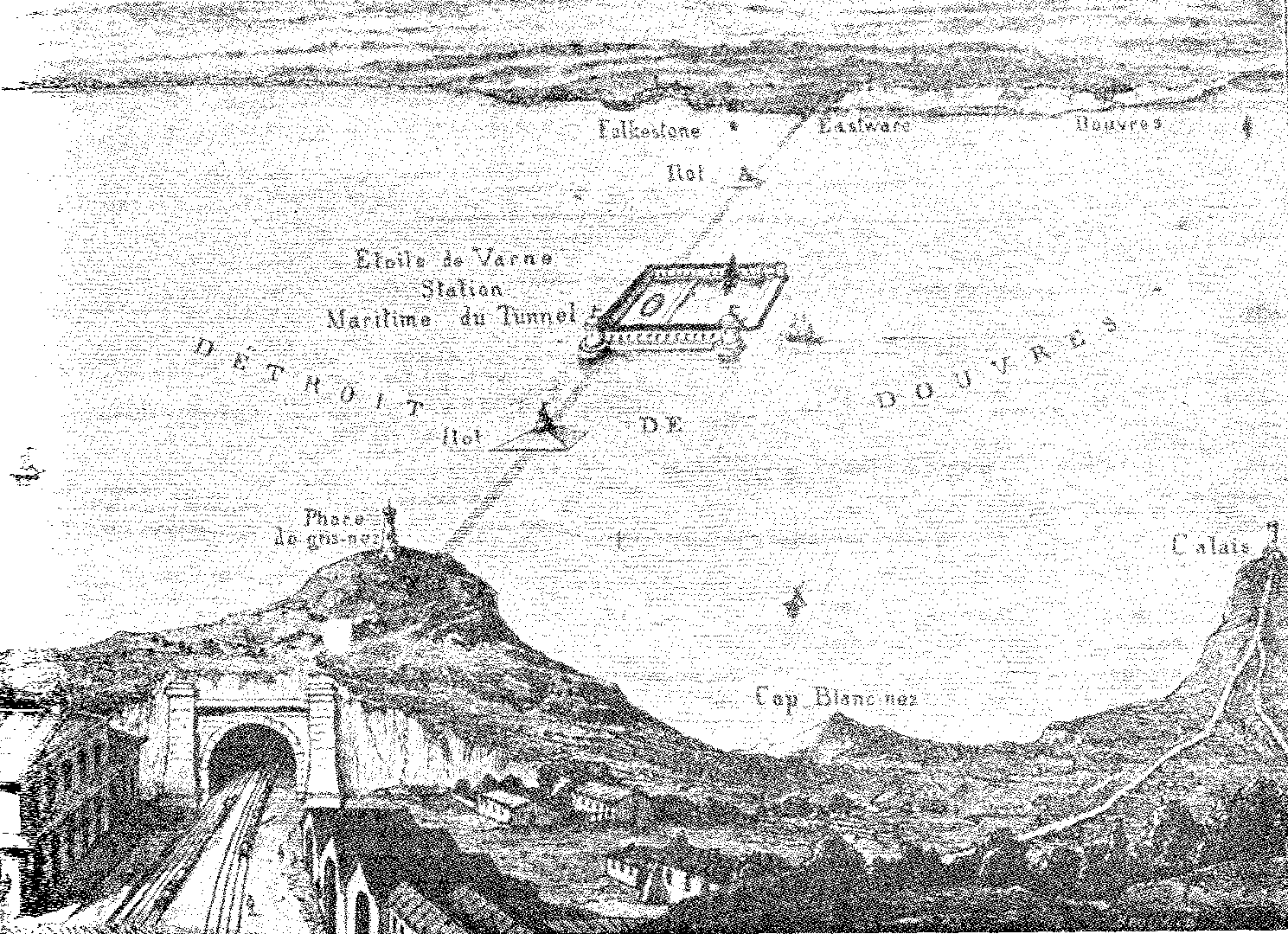
Kế hoạch năm 1856 của Thomé de Gamond về một đường nối xuyên eo biển, với một cảng/airshaft trên bãi cát Varne giữa eo biển